# Alexander Cadogan
Sir Alexander Cadogan (Sir Alexander George Montagu Cadogan) (25. listopadu 1885, Londýn, Anglie – 9. červenec 1968, Londýn, Anglie) byl britský diplomat z rodu Cadoganů. Od mládí působil v diplomatických službách, byl velvyslancem v Číně, v době druhé světové války patřil k blízkým spolupracovníkům Winstona Churchilla, po válce byl prvním britským zástupcem u OSN.

## Diplomatická kariéra
Pocházel z jedné z nejbohatších anglických šlechtických rodin, byl nejmladším synem irského místokrále 5. hraběte Cadogana. Středoškolské vzdělání získal v Etonu, vystudoval historii v Oxfordu a od roku 1908 působil ve službách ministerstva zahraničí. Diplomatickou kariéru zahájil na nižších postech v Istanbulu (1909–1912) a Vídni (1912–1914), za první světové války pracoval na ministerstvu zahraničí, v roce 1919 se zúčastnil mírové konference ve Versailles. Ve dvacátých letech měl na ministerstvu zahraničí v kompetenci vztahy se Společností národů a snažil se prosadit odzbrojení. V letech 1933–1936 byl diplomatickým zástupcem v Pekingu (nejprve jako vyslanec, od roku 1935 velvyslanec). Za druhé světové války byl stálým státním podsekretářem zahraničí (1938–1946), patřil k blízkým spolupracovníkům W. Churchilla a doprovázel jej na zahraničních cestách. Po druhé světové válce byl prvním britským velvyslancem při OSN (1946–1950), od roku 1946 byl zároveň členem Tajné rady.
Jako rytíř Řádu sv. Michala a sv. Jiří byl v roce 1939 povýšen do šlechtického stavu, v roce 1941 získal Řád lázně. Po ukončení diplomatické kariéry byl generálním ředitelem BBC (1952–1957), zastával též další funkce ve finančních a pojišťovacích společnostech. Na univerzitách v Kanadě a USA získal tři čestné doktoráty.
S manželkou Theodosií Acheson (1882–1958), dcerou 4. hraběte z Gosfordu, měl čtyři děti. Jediný syn Ambrose (1914–2003) byl vážně zraněn ve druhé světové válce.